# 錫爾克霍普 (喬治亞州)
錫爾克霍普（英語：Silk Hope）是位於美國喬治亞州查塔姆縣的一個非建制地區。該地的面積和人口皆未知。

## 地理
錫爾克霍普的座標為32°02′35″N 81°11′30″W / 32.04306°N 81.19167°W，而該地的平均海拔高度為10米（即33英尺）。